# Francis Magnard
Francis Magnard (født 11. februar 1837 i Bruxelles, død 18. november 1894 i Neuilly-sur-Seine) var en fransk journalist.
Magnard blev opdraget i Paris, skrev til adskillige blade, fra 1863 i Le Figaro, hvis hovedredaktør han blev i 1876, og hvis store fremgang meget skyldtes hans energiske og kloge ledelse. Magnard er forfatter til en antiklerikal roman L'abbé Jérôme (1869) og til Vie et aventures d'un positiviste, histoire paradoxale (1876).